# 波動砲
波動砲（はどうほう）は、アニメ「宇宙戦艦ヤマトシリーズ」に登場する架空の兵器。宇宙戦艦ヤマトの艦載兵器であり、その派生兵器についても本項で記述する。
なお、正式名称は「艦首波動砲」。『宇宙戦艦ヤマト2199』以降のリメイクアニメシリーズにおいては、「次元波動爆縮放射機」と設定されている。

## 凡例
本記事は文中に作品名が多く登場するため、冒頭の本節に便宜上のシリーズ名および作品略称をあらかじめ明記する。
- テレビアニメ第1作『宇宙戦艦ヤマト』に準拠したオリジナルのアニメシリーズ（以下、便宜上「原作アニメシリーズ」）
  - 『宇宙戦艦ヤマト』 - 『ヤマト』
  - 『さらば宇宙戦艦ヤマト 愛の戦士たち』 - 『さらば』
  - 『宇宙戦艦ヤマト2』 - 『ヤマト2』
  - 『宇宙戦艦ヤマト 新たなる旅立ち』 - 『新たなる旅立ち』
  - 『ヤマトよ永遠に』 - 『永遠に』
  - 『宇宙戦艦ヤマトIII』 - 『ヤマトIII』
  - 『宇宙戦艦ヤマト 完結編』 - 『完結編』
  - 『YAMATO2520』 - 『2520』
  - 『ヤマト・わが心の不滅の艦（ふね）-宇宙戦艦ヤマト胎動篇-』 - 『胎動篇』
  - 『宇宙戦艦ヤマト 復活篇』 - 『復活篇』
- 『宇宙戦艦ヤマト2199』から始まるリメイク版のアニメシリーズ（以下、「リメイクアニメシリーズ」）
  - 『宇宙戦艦ヤマト2199』 - 『2199』
  - 『宇宙戦艦ヤマト2199 星巡る方舟』 - 『星巡る方舟』
  - 『宇宙戦艦ヤマト2202 愛の戦士たち』 - 『2202』
  - 『宇宙戦艦ヤマト2205 新たなる旅立ち』 - 『2205』
- その他作品群
  - 漫画『新宇宙戦艦ヤマト』 - 『新』
  - 実写映画『SPACE BATTLESHIP ヤマト』 - 『実写版』

## 全シリーズ共通の諸設定・描写
ヤマトの外宇宙航行機関かつメインエンジンである波動エンジンの出力を利用した艦砲。艦載砲というよりは艦自体を巨大砲身とするという砲撃システムであり、照準も艦自体の姿勢制御をもって行う。ゆえに第一艦橋にある波動砲射手席は砲（＝艦体）の軸線上、艦橋の中央にあり、発射準備に入ると航海長（操縦士）から波動砲射手に操艦が移譲される（『ヤマト』における最初の波動砲発射シーン、浮遊大陸への発砲時のみその場面が描かれている）。艦首方向から眺めた波動砲の発射口の奥は、通常はレンズ絞り状のシールドで閉鎖されており、砲本体は見えない。

### 設定誕生の経緯
ブルワークやフェアリーダーのある普通の船形の艦首に砲口を空けるという波動砲のデザインは、制作現場でのデザインに関する論争の中で生まれたものである。
『ヤマト』の初期企画『アステロイド6』に参加した松崎健一は、スタッフの注文で、岩盤に覆われた戦艦三笠のような宇宙船「アステロイドシップ」をデザインした。その際「艦首にものすごい兵器がある」「どんなものか決まってないけど、とりあえず角でもつけといて」と説明され、艦首に突起の付いた宇宙船を描いた。テレビ局への売り込み用に作られた企画書にはアステロイドシップの内部図解があり、その艦首部分には「空間波動砲」が搭載されている。
その後、監督かつ設定デザイン担当として参加した松本零士が、戦艦大和をベースにしたデザインに変えていくが、艦首に大和と同じような菊の御紋を付けるべきかどうかで議論になった。企画者かつプロデューサーの西崎義展は「菊の御紋が無いとヤマトとは言えない」と主張し、松本は作品を軍国主義に見られたくないという思いから反対した。デザインクリンナップを担当したスタジオぬえは両者の折衷案として、艦首部分にライフリングをまっすぐにした砲口を設け、正面から見るとライフリングが花びらのようになって菊紋に見えるが、それ以外の角度ではただの穴にしか見えないというデザインを提案し、これをきっかけに波動砲が誕生した。

### 劇中での描かれ方
戦況を覆す切り札としての側面のほか、破壊力の高さから危険性の高い兵器としての側面も描かれている。『ヤマト』第5話におけるシリーズ最初の使用時には、オーストラリア大陸ほどの大きさを持っていた木星の浮遊大陸そのものも完全に粉砕してしまうという破壊力を示し、真田志郎が「許されないことをしてしまったのではないのか」と言っている。その後の同作第7話のおける冥王星での戦いでは、沖田が太陽系の共有財産である冥王星や原住生物への配慮から使用を許さない展開になるほか、続編でも対ゴーランド戦や対プレアデス戦、対グロデーズ戦などで、目標の背後に位置する惑星（それぞれ、テレザート、イスカンダル、偽装地球）を巻き込んでしまうため、波動砲の使用を躊躇するシーンがたびたび見られる。強力であるがゆえにかえって使用を制限されるという葛藤や、いかにして波動砲を使用可能な状態に持ち込むかといった戦術上の駆け引きは、ヤマトシリーズの主要な見せ場の1つともなっている。
また、リメイクアニメシリーズでは禁忌の兵器として扱われている。『2202』では、東日本大震災後の原発問題に結び付けて描いている。

### 波動砲の観点からの作品評価
シリーズ第1作である『ヤマト』におけるヤマトは、波動砲を最初の試射を除き一度も対人使用しておらず、対人使用は第26話でヤマトに対して発射されたデスラー砲が初となる。このことから「波動砲を対人兵器として使用しない」という「波動砲神話」なるものが一部で誕生し、『ヤマト』を倫理的に優れた作品と神聖視したり、続編での乱用を批判したりする要因になった。しかし、実際には七色星団戦で対人使用を考えるシーンがあるほか、『ヤマト』の派生作品では普通に対人使用されていることから、「波動砲を対人使用しない」というのは結果論で、当時のスタッフにそのような意識はなく、「波動砲神話」自体の是非はともかくそれが第1作の評価材料になるようなことはないとする意見もある。
一方で、倫理面とはまた別に、続編での乱用やそれによる敵味方のパワーインフレを快く思わない声も存在しており、『2199』では対応節に詳しく書いてある通り波動砲の是非に関する描写が深く描かれている。また、同作終盤で波動砲は封印され、サイドストーリーである『星巡る方舟』でも封印された状態となっているが、これは波動砲の便利アイテム化を防ぎ、なおかつ波動砲封印を味方側の枷として演出する意図がある。

## 原作アニメシリーズにおける設定
波動エンジンで生み出される全エネルギーを十二分に使用し、小宇宙（銀河級を指す天文単位）1つ分に匹敵するエネルギーを溜め込んで一気に一方方向へ押し出す。このため、波動エンジンが作動していなければ使用できない。波動砲の発射されたエネルギー流の中にはタキオン粒子で覆われた3次元空間があり、この空間は周囲の空間連続体と比べて非常に不安定なもので、攻撃を受けた目標は周囲の時空間が歪曲して崩壊・誘爆に至る。
威力は、『ヤマト』の時点でオーストラリア大陸と同程度の大きさの、木星の浮遊大陸を一撃で消滅させるほどの破壊力を持つ。
基本的にはエネルギー充填率120パーセントで発射している。例外として『永遠に』の対グロデースでは充填率を100パーセントまでしか読み上げていないほか、『ヤマトIII』の第11話では150パーセントまで充填している。また若桜木虔による小説版『さらば宇宙戦艦ヤマト 愛の戦士たち』では100パーセント未満で発射する描写がある。ワープとの連続使用は可能であるが、『ヤマト』第17話においてバラノドンを迎撃するべくワープ直後に使用した際には、船体が損傷している。
また、松本零士が描くヤマトの波動砲口は、六角形で描かれることが多い。松本は、「波動砲の形状はオクタゴンバレルという定義から六角形になっており、艦首部分に開口部を作るには構造上これでなければならない」と述べている。
エネルギー充填に時間を要し、発射シークエンスの間は外部からの攻撃に対し無防備同然となる、この事から発射態勢に入った事を悟られやすく、射出スピードも高速ではないので遠距離の発射ではかわされたり対抗策を実行されるなど、行使する側にとって命中すれば強力だが弱点とリスクも少なくない。
ヤマトの技師長でのちに波動砲の改良にも取り組んだ真田志郎はこの弱点の解決を図り、デスラー砲および反射衛星砲への対抗策をイスカンダルの旅程で実装しただけでなく、拡散波動砲やパワーアップして行ったデスラー砲とは逆に波動エネルギーの効果が小規模でも迅速に発揮可能な兵器を『永遠に』までに開発した（後述）。

### 発射シークエンス
『ヤマト』放映当時のアニメ作品としては緻密な発射シークエンス描写があり、軍事知識に興味を持っている層に好評を得ている。シークエンスは以下の通り。
発射にはまず波動エンジン再始動に備え、艦内の全機能の電源を切り再始動に必要な電力を貯蓄する。
その後、エンジン内の圧力を上げ、非常弁を全て閉鎖した後、波動砲へのエネルギー伝導管の回路を開き、強制注入機を作動させ、エンジン内のタキオン粒子を波動砲のエネルギー充填用シリンダー内の薬室（タキオン圧力調節室）へ注入する。薬室内圧力が限界に近づくタイミングで、シリンダー底板の「制御ボルト」のセーフティロックボルトを解除する。
操艦を航海長から戦闘班長へ委譲し、艦首を目標方向へ合わせる。「ターゲットスコープ オープン」の号令で、ヘッドアップディスプレイとトリガー（計器盤に固定されている、自動拳銃の形をした発射スイッチ）がセットされ、電影クロスゲージ（目盛り）の明度を調整した後、目標の種類と距離を読み上げる。発射10秒前の段階で、「対ショック・対閃光防御」の号令がかかり、第一艦橋など窓のある部屋にいる乗員は対閃光ゴーグルを装着、発射の反動に備えた防御姿勢をとる。
戦闘班長がカウントダウンを行い、「発射」の合図と同時にトリガーを引く。連動した「突入ボルト」が後方から前方の制御ボルトをシリンダー内へ押し込む形で突入する。制御ボルトにより、一気に前方へ押し出された高圧縮タキオン粒子はバーストセクションで解放され、タキオンバースト波動流となって艦首に大きく開いた発射口から前方へ噴射される。
以上である。このシークエンスは『ヤマト』第5話の浮遊大陸への砲撃の時のものであり、他の発射シーンでは演出上の都合で作業の追加・省略・順序の入れ替わりなどがある。

### 防御方法
波動砲やデスラー砲の直接防御方法として、空間磁力メッキが存在する。真田志郎がガミラス冥王星基地の反射衛星砲をヒントに密かに開発しており、『ヤマト』第26話においてデスラー砲による攻撃に対して使用され、跳ね返されたエネルギー流の直撃でデスラー艦は撃沈された。また、『ヤマトIII』第15話では、ガルマン・ガミラス帝国東部方面総司令部がヤマトを捕獲した際の要塞の内部に、空間磁力メッキと同様の効果を持つ装甲が施されていた。
『新たなる旅立ち』に登場する自動惑星ゴルバも、波動砲の防御幕を発生させる防御方法を用いている。『ヤマトIII』第25話に登場するボラー連邦の機動要塞もデスラー砲の斉射を完全に防御していたが、防御方法は不明。

### 種類
ヤマト以外にも波動エンジンや波動砲を搭載する艦船が複数登場し、波動砲にもバリエーションが生まれている。

#### 波動砲（収束波動砲） / 新波動砲
ヤマトが装備する波動砲が分類されている。「収束波動砲」という名称はPSゲームシリーズにおいて拡散波動砲と区別するためにつけられたものであり、アニメ劇中でそのように呼ばれることはない。
エネルギー流がほとんど拡散することなく、文字通り収束した状態でビームのように直進していく。単位面積あたりの破壊力は膨大で、対地戦や対要塞戦など、単一目標に対しては非常に有効であり、『さらば』劇中では白色彗星の渦の中心核へのピンポイント攻撃などに活躍している。反面、効果範囲が狭く、しかも艦首方向に限られるため、敵が分散している場合はほとんど効果がなく、対艦隊戦での使用には不向き。ただし『完結編』では目前の小惑星を波動砲で吹き飛ばし、大小の破片を飛散させる散弾銃のような攻撃の結果、一度の発射で大艦隊をほとんど全滅させ、『永遠に』ではエネルギーの融合／誘爆により（デザリアム星の爆発に伴って）二重銀河を崩壊させるほどの打撃を与えている。
『永遠に』では、ヤマトの改造の結果「新波動砲」として登場するが、この名称は同作においてのみ使用されており、その後の作品では単に「波動砲」と呼んでいる。

#### 拡散波動砲
『さらば』『ヤマト2』『復活篇』に登場する発展型。
『さらば』『ヤマト2』では、地球防衛艦隊の旗艦アンドロメダに2門装備され、他の地球防衛艦隊の主力戦艦や巡洋艦、パトロール艦などにも1門ずつ装備されている。護衛艦にも装備されているとされるが、こちらは資料によっては大型衝撃砲と表記されているものもある。『復活篇』ではドレッドノート級主力戦艦に装備されている。
無駄に高エネルギーで効果範囲の狭い波動砲の運用上の欠点を、比較的低威力広範囲型に改良したものである。榴散弾のように、ある程度の距離を進んだ後にエネルギー流がシャワー状に拡散し、飛散範囲内にあるものすべてを貫通する。目標を直接的に消滅させるのではなく、目標に大穴を空け、動力部の損傷や弾薬等の誘爆を起こさせて破壊する。
ヤマトの波動砲よりも広範囲の敵に対して有効とされ、特に艦隊戦でその威力を発揮する。『さらば』では、アンドロメダが単艦でバルゼー艦隊に先制射撃をかけ、多数を撃沈している。一方、単位面積当たりの破壊力は低下するというデメリットがあり、『さらば』での白色彗星本体に対しては中心核を貫くことができず、まったく効果を見せていない。

#### 拡大波動砲
『完結編』で、地球艦隊の戦艦・巡洋艦に装備されている波動砲。「拡大」という名称ではあるが、劇中の描写では直線的な軌跡となっており、ヤマトの波動砲との違いは不明である。
艦隊の一斉発射をディンギル艦隊の小ワープによってあっさり回避されたため、具体的な威力は不明。

#### トランジッション波動砲
『復活篇』にてヤマトに新装備された波動砲。波動炉心を6基装備したことで、収束波動砲の6連射が可能となった。大幅にパワーアップされたものの、6発すべてを撃つとエネルギーが0になり、しばらく動けなくなってしまう弱点もある。
6発を1発にまとめて発射することも可能ではあるが、威力が6倍になる分だけ反動と負荷も大きくなるため、ヤマトの艦体がもたない。そのため、6発一斉発射機能については安易に使用できないよう初期状態では隠し機能として秘匿ロックされ、艦内の電算室で可否についての検索が行なわれて初めてモードのスタッフへの開示と機器のロック解除、内部破壊に備えての防護措置（機関室内の防護隔壁の展開）などが一斉に行なわれるようになっている。
1994年に製作されたメイキングビデオである『胎動篇』の段階では、波動炉心を6基を用いて、６連射可能な波動砲を「六連波動砲」と呼称しており、トランジッション波動砲は六連波動砲とは別種の波動砲に対する固有の呼称であった。『胎動篇』段階時における「トランジッション波動砲」の設定については、具体的な内容は語られていないが、“異次元に穴をあける”（原文ママ）最終兵器として想定されていた。

#### デスラー砲 / ハイパーデスラー砲
ガミラス軍が保有する波動砲と同原理と推定されている艦載兵器。

## 『YAMATO2520』における設定
『完結編』の数百年後を舞台とする本作では、主に地球連邦にて波動砲がほとんどの戦闘艦に標準装備されており、収束・拡散モードの変更機能が基本オプションとなっている。また、従来の波動砲の欠点である著しい機動力の低下が完全に改善されており、巡航速度での恒星間航行時の発射も可能。これは単純に波動エンジンの小型化と出力アップがなされたことに加え、戦闘艦に改良波動エンジンやそれに匹敵するエンジンの複合式が搭載されていることが大きな要因となっている。なお、発射時の対閃光・対ショック姿勢は不要。
発射される波動エネルギー自体にも改良が加えられており、発射時にはプラズマ状態へ加工される。これによって宇宙空間でのタキオン粒子の余分な拡散を心配せず、高密度のエネルギー体の生成が可能になっている。
本作の主役艦である18代宇宙戦艦ヤマト（本編中では「コスモアドベンチャー式スーパー宇宙戦艦YAMATO」）に搭載されている波動砲は、艦体に波動エンジン2基を補助機関とすることで従来の収束・拡散型プラズマ波動砲を、そして敵対関係にあるセイレーン連邦の技術であるモノポールエンジンを主機関とした結果、超波動砲（モノポール砲）やツインノヴァ波動砲（波動エネルギーとモノポールの複合砲）といったそれぞれ3種類の特性の持つ高エネルギー流を使用可能とする特殊性を有するに至っている。
一方、セイレーン連邦にも地球連邦の波動砲に相当する「モノポール砲」という名称の艦首砲を装備した艦が所属・登場している。セイレーン連邦の黎明期メンバーは元々地球人なので波動エネルギー理論について一定の知識は有しており、波動砲装備艦を製作可能な技術水準ではあるが、自身等を迫害した「地球」への憎悪から地球の宇宙進出の礎である波動エンジンに対しても嫌悪感を抱いている。

## 『新宇宙戦艦ヤマト』における設定
『ヤマト』の1000年後（西暦3199年）を舞台とする本作では、ヤマトはグレートヤマトに拡大改良されている。波動砲と主砲には、エントロピーをマイナスエネルギーによって回帰させる「回帰時空砲システム」と呼ばれるシステムが実装されており、回帰時空砲システムに変換された波動砲からはリング状の独特な光線が放たれる。回帰時空砲システムの原理や作用などの詳細は作品が未完で終わっているため語られていないが、ナレーションやセリフ上では「エネルギーと物質の進化の蓄積たるエントロピーは、決して減ることは無く増え続ける。それを回帰させることとは、すなわち時間を戻すこと。」といった旨の推測する描写があり、着弾地点の周囲には一種の時間震動が生じている。
また、同作に登場するグレートヤマトの僚艦である「超時空戦艦まほろば」にもグレートヤマトと同様の兵装が備わっている描写があるが、作中ではまほろばの兵装がヤマト同様に波動エンジンに由来するものを拡大改良したものであるとの明言はされなかった。
なお、本作に登場する地球防衛軍の艦艇には、波動砲を装備している描写は見られない。

## リメイクアニメシリーズにおける設定
本シリーズでは、波動エンジンの設定再構築に伴い、波動砲にも「次元波動爆縮放射機」（じげんはどうばくしゅくほうしゃき）という正式名称が設定されている。
『ヤマト』から『復活篇』までの原作アニメシリーズ（以下、旧作）のようにタキオン粒子を放射するというものではなく、「波動エンジン内で発生した余剰次元を射線上に放出し、余剰次元が『我々の暮らす宇宙』を押しのけて『別の宇宙』として展開し始める際、その小さなサイズに見合わない膨大な質量によってマイクロブラックホール化し、それが放つホーキング輻射のエネルギーにより域内の敵を破壊し尽くす」という設定に変更されている。

### 劇中での描写（リメイクアニメ）
基本的な演出は旧作と同じだが、その存在の是非を問う描写が入れこまれるなど、単なる強大な兵器としてだけではなく、ストーリーの根幹にかかわる演出が与えられている。
『2199』第15話では、ユリーシャ（百合亜に憑依した状態）が宇宙を引き裂かれる危険性に懸念を示し、同作第19話では、ユリーシャが沖田に対して波動エネルギーの武器への転用に苦言を呈している。
『2199』第24話では、波動砲を最初に作ったのがイスカンダルであること、またかつてイスカンダルはそれを使って大マゼラン銀河に大帝国を築き上げたが、これを愚行として恥じるようになり、この兵器を封印し、同じ過ちを繰り返す者が出ないようにどこにも技術供与はせず、独自に開発した地球やガミラスに対しても、波動エネルギーの兵器への転用には難色を示しているということが明かされる。そのため、同話で結ばれた「地球＝イスカンダル和親条約」に基づき、ヤマトの波動砲は封印され、砲口封印プラグ（次元波動爆縮放射器放射口封印栓）が挿入される。
しかし、続編である『2202』では上記の条約が反故にされ、地球軍は「波動砲艦隊計画」に基づき、波動砲搭載艦艇を量産している。このことについてのガミラス側の苦言に対し、芹沢は「沖田とイスカンダルの間の口約束であって条約ではない」と主張している。
ヤマトも波動砲を再装備させられており、第13話のゴーランド艦隊への対人使用を一区切りに波動砲問題を主要テーマの1つとして描いている。

### 種類（リメイクアニメ）

#### 収束波動砲（リメイクアニメ）
波動砲の基本形。「収束波動砲」の名称は『2202』以降。
収束した状態でビームのように直進していく波動砲。旧作と同じく面制圧力は低めに描かれており、『2199』第18話では間にいる多数の敵艦へ直撃させずに奥のバラン星コアを狙い撃つ描写、『2202』第17話では敵艦隊の一部に風穴を空けるものの後続のワープですぐさま穴埋めされてしまうといった描写がなされている。『2202』第13話の対ゴーランド艦隊撃滅も密集隊形を取っていたためと理由付けされている。
ヤマトが装備しているほか、アンドロメダ級やドレッドノート級といった拡散波動砲装備艦も、切り替えて撃てるようになっている（後述）。また、旧式艦の改装した「金剛改II型」も波動砲を装備しているが、劇中ではチャージ中に攻撃されて轟沈するなどといった「波動砲の欠点」と「装甲の弱さ」が組み合わさってしまう結果が描かれている。
この他にも『2202』の第18話では、各艦の波動砲発射シーケンスを連動させ一斉射させ、さらに重力子スプレット（発射準備中で攻撃が出来ない艦隊を守るバリアの役割も兼ねている）によって発生したシールドで集約させ、一本の巨大な波動砲を形成して彗星都市に攻撃を加えているシーンが存在する。

#### 拡散波動砲（リメイクアニメ）
『2202』で初登場した派生形。
「拡散」と「収束」が選択可能であるほか、「多重ロックオンシステム」で複数の目標を個別にロックオンして拡散ビームを各個命中させることができる。
ドレッドノート級前衛航宙艦の拡散波動砲の原理解説によると、左旋波と右旋波の2つの波動エネルギーを同時に放つことで、拡散波動砲となるとされる。劇中でのアンドロメダ級の2門の波動砲は、収束波動砲時は並行に直進、拡散波動砲時はショックカノンのように捻じれながら進む描写となっている。
劇中では『2202』第1話のアンドロメダによる発射が初登場。大多数の艦艇を撃破するも、大戦艦のみ撃破に失敗する。第17話以降、ガトランティスとの本格的な戦端が開かれると、敵大艦隊への有効な対抗手段として多用されるようになる。また、第21話でのアンドロメダ改による彗星都市の重力源破壊の際には、波動実験艦銀河による波動エネルギー増幅装置の助けを借りて発射している。

#### 波動噴霧砲
『2202』で設定された武器。
パトロール艦と護衛艦に搭載されている波動砲。別称は「小型波動砲」であり、公式ではこちらが多用されている。
『さらば』当時から長らく設定が明確化されていないため、ファンの間で議論の的になっていた「地球軍小型艦艇の艦首砲は波動砲なのかただの大型ビーム砲なのか」という謎に対し、地球側メカデザインを担当する玉盛順一朗が「ビーム砲に波動粒子をまとわせている」と解釈したうえ、「波動噴霧砲」という設定アイデアとしてまとめたものである。
設定上では、ビームが射線上へ一直線に進んでいくのと同時に、斜めに切られた砲口形状に合わせ、エネルギーが斜め下方向へ霧状に広がる構造とされている。
「波動噴霧砲」という名称はヤマトクループレミアム会報誌『宇宙戦艦ヤマト 航海日誌 Vol.21』（2018年5月）で第五章の先行情報として登場しているが、それ以外では公式サイトを含めて公式資料での言及は無く、劇中でパトロール艦が発射する際にも明確な描写はされてない。

#### トランジット波動砲
『2202』に登場する、ヤマトの波動砲を強化したもの。
クラウス・キーマンがヤマトの波動エンジンに仕掛けた「反波動格子」を応用し、波動砲を強化したもの。波動コアと一体化しているために物理的に除去できない反波動格子を、転用を兼ねて除去する方法として考え出された。
反波動格子をブースターとすることにより、解放される波動砲のエネルギーが何乗にも増大する。その代わり、発射されると反波動格子が焼失するため、使用回数は1回のみとなっている。それに加えて莫大なエネルギーが発する輻射から、ヤマトに危険がおよぶ可能性も言及されていた。
第18話で山南のアンドロメダ艦隊を壊滅させた白色彗星に向けて発射しようとするが、直前に加藤三郎が反波動格子を起動させたため、不発に終わる。第24話で白色彗星に向けて発射され、防御フィールドを破ったうえに都市帝国下部の惑星群とプラネットキャプチャーを破壊し、大打撃を与えた。また、発射の直前には第23話でデスラーから提供されていたノイ・デウスーラの艦体を波動砲口の前にワープアウトさせて貫通するように発射したことにより、ノイ・デウスーラが消滅する代わりに輻射から守られたヤマトは、波動砲口周辺に多数のヒビが生じるダメージを受けただけで済んだ。
企画会議段階では「超波動砲」という名称だったが、そのままではさすがに駄目だということで本名称になった。『復活篇』のトランジッション波動砲と名称が似ているが、監督の羽原と脚本の福井は別物と述べている。

#### ゲシュ=ダールバム（デスラー砲）
大ガミラス帝星が保有する兵器。原作アニメシリーズにおけるデスラー砲。
本シリーズでは「デスラー砲」が通称とされており、正式名称として「ゲシュ=ダールバム」という名が設定されている。この正式名称はガミラス語であり、日本語に訳すと「波動砲」となる。
本シリーズではヤマトの波動砲と同原理であると劇中で明言されている。当初、ガミラス側は波動砲を有していなかったが、デスラーの発案を受けて波動砲と同一原理の兵器開発が進められており、後にデスラー砲を完成させる。

#### アブロ・ランティル（ボラー砲）
ボラー連邦が保有する兵器。通称「ボラー砲」。
原作アニメシリーズでのボラー砲は単なる大口径ビーム兵器としてしか描写されていなかったが、本シリーズではコグダール機関（波動エンジンと同原理）のシステムを使用した波動砲やデスラー砲に相当する兵器とされている。「アブロ・ランティル」はボラー語での名称で、日本語に訳すと「偉大なる勝利の砲」となる。
ボラー艦の多くがこの砲を搭載しており、単なる攻撃用としてだけでなく、針路にある障害の除去にも用いられている。

## 関連兵器・装備

### 重力アンカー
『ヤマト2』『2199』『2202』に登場する波動砲発射時における艦の姿勢制御装置。
波動砲による強い反動を吸収する役目を持つ。この重力アンカーを解除すると、波動砲発射と同時に艦は真後ろへ大きく後退してしまう。『ヤマト2』第12話では、それを逆に利用して、デスラーが磁力線封鎖装置を仕掛けた小惑星から脱出する。
また、『2199』第18話では、上記のオマージュとして、敵の追撃を防ぐため、亜空間ゲートを背にして波動砲を発射し、ゲートへのエネルギー供給を担うコアを破壊すると同時に重力アンカーを解除することで急速に後退してゲートに突入する演出がある。

### ボルトヘッド・プライマー
『完結編』に登場するヤマト自沈システムの一端である、波動砲閉鎖器。
形状は円筒状で、片端が砲口の先端まで達するほど長い。片端は歯車のような形状をしており、砲門のライフリングと噛み合うようになっている。
波動砲制御室の下部に格納されており、制御ボルトが取り外された後、制御ボルトと交換する形で砲口に挿入される。自沈の原理は砲口を塞ぐことによる波動砲の暴発を利用したもので、自沈までのスキームは波動砲と同じ。劇中では暴発した波動エネルギーを艦内に満載したトリチウムに融合させることにより、惑星間に伸びる水柱を断ち切るほどの大爆発を起こしている。

### 戦闘衛星
『ヤマト2』『ヤマトIII』に登場する、地球防衛軍所属の防衛用戦闘衛星。
元々はガミラス帝国による地球本土上陸に備えて建造された、本土決戦用の兵器であり、地球衛星軌道に配備されていた。
『ヤマト2』では、第4話でヤマトを妨害するために使用される。本来の用途からすれば、攻撃面を宇宙側に向けるが、上昇中のヤマトを迎撃する際には地球側に向けられ、ヤマトに破壊される。第22話で白色彗星帝国の地球襲来に際して実戦投入されるが、侵攻してきた敵艦隊相手にはあえなく破壊される。
『ヤマトIII』では、人類の外宇宙進出に伴い、本衛星をはじめとする数種類の戦闘衛星がケンタウルス座アルファ星系第4惑星など各植民星にも配備されたが、第2話で侵攻してきたガルマン・ガミラスの艦隊にはあえなく破壊される。

### 波動カートリッジ弾
『永遠に』『ヤマトIII』『完結編』に登場するヤマトの主砲のオプション弾。主砲のカートリッジに波動砲の100分の1の威力分の波動エネルギーを充填している。

### 波動爆雷
『永遠に』『ヤマトIII』に登場するヤマトの兵装。波動エネルギーを充填した爆雷。

### 波動掘削弾
『2202』『2205』に登場する兵器。
マイクロ化した波動機関ともいえる構造を有する、波動エネルギーを充填した岩盤破壊用の弾頭。波動エネルギーが発する震動波により、岩盤を内部から崩壊させる能力を持ち、天体規模に及ぶ物体も破壊可能。
ガトランティスによって構築されたテレザート星を覆う封印岩盤を破壊するため、真田志郎が考案し、艦内工場にて急遽開発・生産され、第14話のテレザート戦で使用された。
第17話ではガミラスでの製造物が登場し、重爆撃機〈ガルントII〉が装備している。デザインは特殊削岩弾のものが流用されている。さらに第25話でのキーマンのツヴァルケも装備している。
『2205』では、戦闘空母ヒュウガに搭載。第5話においてデザリアムがイスカンダル星を波動砲に対する盾として利用した際に、イスカンダル星全体に広がるエネルギーラインの結節点を本兵器で撃ち抜き、莫大なエネルギーを放出させ、その勢いで星を強制的に移動させた。さらに最終話では、次元潜航艇コスモハウンドの分離ユニットに弾頭部分だけ内蔵される形で登場。キャプチャーフィールドでコスモハウンドを捕獲しようとした自動惑星ゴルバは、コスモハウンド側が囮として切り離したユニットを捕獲してしまい、内部で波動掘削弾が爆発した際に波動エネルギーによる影響で大被害を受けることとなる。

### 空間磁力メッキ
『ヤマト』『ヤマトIII』に登場する対波動砲用の防御兵器。

### ドリルミサイル
『ヤマト』第21話・第22話に登場する対波動砲用兵器。ドメルが七色星団の決戦に際し、波動砲対策として新開発させたドリル状のミサイルで、波動砲口から侵入し、砲口を塞ぐと同時に内部から爆破する。
『2199』では「特殊削岩弾」の名称で登場し、対波動砲用兵器ではなく、民生掘削機械の転用品となっている。『実写版』でも同様に波動砲口を封じる兵器が登場している。

## 宇宙戦艦ヤマトシリーズ以外における波動砲および類似の兵器

### 松本零士関連作品

#### ニーベルングの指環
漫画『ニーベルングの指環』では、第二部「ワルキューレ」（西暦2964年）において、ヤッタラン少年（後のアルカディア号副長）が「勉強」としてデスシャドウ1号艦内で密造していたミニチュアタイプの波動砲が登場している。
大きさとしては艦内工場で密造できる程度のものではあるが、デスシャドウ1号艦副長にしてヤッタラン少年の父であるオールド・ヤッタラン曰く「本物と同じ威力を持ったミニチュア」との事であり、作中ではデスシャドウ1号艦内にてミニチュアから発射された波動砲が、艦内の各種隔壁のみならず強固な超硬化テクタイト製の外部装甲までをも貫いている。
また、本来の波動砲同様に発射時に相当の衝撃が発生する事から、艦内で試射を行ったヤッタラン少年がショックに耐えきれず失神している場面がある。

#### 松本零士999
松本零士の作品群のクロスオーバー作品であるPlayStation用ゲーム『松本零士999 〜Story of Galaxy Express 999〜』では、第七章「銀河の交差点」や再演「わが青春の銀河鉄道」を中心に、ヤマトシリーズとのクロスオーバーが行われており、波動エネルギーが重要なガジェットとして扱われている。
波動エネルギー理論は作中において遥かな過去にイスカンダルから地球に伝わることで全宇宙に広まり、999の時代においては旧式科学として一般民衆に知られている。しかし、実際にイスカンダルによって地球へ伝えられた理論は、意図的に核心部分が伏せられた本来の波動エネルギーの数パーセントに満たないエネルギーしか活かせない理論であり、波動エネルギーを100パーセント活かせる「究極の波動エネルギー理論」は最重要機密として、イスカンダル最後の女王スターシアの人格を模したマザーコンピュータに秘匿・封印されていた。その後、イスカンダルの遺跡を大山トチローが調査・研究したことにより、彼自身が本来の「究極の波動エネルギー理論」を正確に理解してしまったことで、その成果を狙う機械帝国および「ネオガミラス」と名乗る一派に、理論を知る者やイスカンダルが狙われることになる。
最終章である再演「わが青春の銀河鉄道」では、トチローが製作した戦士の銃は、原作設定通りの次元反動銃ではなく「究極の波動エネルギー理論」を用いた小型の波動エネルギー兵器であるという設定が語られる。また、将来訪れるであろう機械帝国の脅威に対抗するために、戦士の銃の発展形である「コスモ波動システム」に基づいた「コスモ波動砲」という砲熕兵器も開発されており、劇中ではそれを装備した「コスモ波動艦」が登場する。
また、劇中ではそれ以外にも、「究極の波動エネルギー理論」を実現するための「究極の波動ユニット」を譲り受けた星野鉄郎を「ネオガミラス」から救うために、ワープしてきた「伝説の宇宙戦艦ヤマト」より波動砲が発射され、ネオガミラス艦隊を壊滅させている。

#### 銀河鉄道999
漫画『銀河鉄道999』のエターナル編にて、移動性ブラックホールを破壊するために「999の世界につながる宇宙戦艦ヤマト」が発射する。
作中のメーテル曰く「（ヤマトの）見た目こそ初代のままではあるが、艦内部で途方もない改造を繰り返して初代とは比較にならない性能・兵装」からの波動砲であり、強力過ぎる威力故に改造後のヤマトも長期間に渡って波動砲を禁じ手としていたと説明されている。
同作には艦首の発射口周りの形状が異なる宇宙戦艦ヤマトの「プロトタイプ」、およびヤマトと同格の存在であり、宇宙戦艦ヤマト（厳密には戦艦大和）の4番艦である「超時空戦艦まほろば」も登場している。

### その他作品
コンピュータゲームをはじめ他作品の中には「波動砲」の名称を持ち、『宇宙戦艦ヤマト』と似た描写で発射される兵器が登場する作品が存在する。以下は特記の無い限り、コンピュータゲーム作品。
R-TYPEシリーズ
通常攻撃ボタンを一定時間押したまま（「溜め撃ち」と呼称する）にした後、放すことで「波動砲」が発射される。続編のIIではヤマトのそれと同名の「拡散波動砲」も使用可能。
スーパーマリオランド
ラスボスの宇宙怪人タタンガの攻撃が「拡散波動砲」という名前になっている。
鋼鉄の咆哮シリーズ
第二次世界大戦の海戦を模したゲーム作品だが、仮想戦記やSF作品のパロディも数多く登場し「波動砲」もその一つとして登場する。ゲームの仕様上、艦体内蔵ではなく甲板上に設置される単装砲となっている。その大きさや重さのために装備できるのは大型戦艦に限られるが、ゲーム中では最大級の攻撃力を誇る。一部作品では発射シークエンスが再現されチャージ中は全兵装及び推進機関が強制停止する。「拡散波動砲」「量子波動砲」といった派生兵器も存在し、シリーズによってはイカ墨を使用したという「イカ墨波動砲」なるギャグ要素が強いものもある。
なお、敵超兵器であるヴォルケンクラッツァーもまた同種の兵器を装備しており、シリーズ第6作「ウォーシップガンナー2 鋼鉄の咆哮」では四国を貫通して真っ二つにする演出がある。
ファイナルファンタジーシリーズ、サガシリーズ
プレイヤーキャラクターやボスキャラクターの攻撃方法として「波動砲」が登場し、特に『ファイナルファンタジーV』に登場するボスキャラクターの「ソル カノン」は波動砲発射までに「対ショック対閃光防御オン」など、ヤマトの発射シークエンスを模した演出が存在する。他にも、強敵のオメガも波動砲を使う。
スタートレック
正典の『スタートレック』における表記は「フェイザー」だが、日本のマイコンへの移植版には「ハドウホウ」（カタカナ表示）と書かれたゲームもいくつか存在した（もっとも、本編のフェイザーに波動砲のような威力はないらしい）。
スタークラフト
地球人であるTeran種族の最強航空兵器である Behemoth Battlecruiser の特殊攻撃として、「YAMATO GUN」という攻撃がある。「波動砲」との表記はないが発射時に全エネルギーの60パーセントから75パーセントを一気に消費するうえ発射時間が3秒程度かかり、非常に長い射程や大ダメージを誇ると設定されている。
カラス天狗カブト（テレビアニメ）
寺沢武一の漫画『鴉天狗カブト』のテレビアニメ化作品。敵の居城にして移動要塞である鬼面城は、アニメでは顔の意匠が施された口の部分から「波動砲」を発射できる。
兄弟拳バイクロッサー（特撮テレビドラマ）
バイクロッサーの必殺技ブレイザーカノンは、オープニングテーマの歌詞で「波動砲」と歌われている。
ONE PIECE（アニメ）
主人公たちが乗る2隻目の海賊船である、サウザンドサニー号の船首部にある、オブジェの口の中に格納されている大砲から「ガオン砲」が発射する事が出来る。仕組みは船尾から放出する事が出来る「風来・バースト（クー・ド・バースト）」と同じではあるが、照準器を備わっている事と、連続使用が出来ない事と、発砲直後に船尾の「風来・バースト（クー・ド・バースト）」で反動を抑制するため、かなりのエネルギーが必要で、滅多に使う事は無い事から「緊急秘密兵器」と称されている。あくまでもオマージュであるため「波動砲」というワードは出てこない。
Among Us
公式ゲームには実装されていないが、MOD『Super New Roles』でのインポスター役職として実装。「波動砲」は左右どちらかにしか撃つことは出来ないが、射線上の相手を敵味方無関係にまとめてキルできるため運用次第では一発逆転もあり得る。
老後に備えて異世界で8万枚の金貨を貯めます（アニメ）
アニメ第12話、主人公が敵の正面に空間を転移して突如として出現し、直後に波動砲発射シークエンスの「電影クロスゲージ明度20」と述べ、バズーカ砲を発射する、本作をオマージュしたシーンがある。